# 五嶽 (雲南)
雲南的五嶽，指的是云贵高原的五座名山，其命名是受到了中国五岳文化的影响。
五岳源于南诏时代，当时，蒙舍诏統一雲貴高原之后，南詔王采取了中国化的政策，在地名上全面采用了中国的体例，也设置了五岳。其中以乌蒙山(2901m)为东岳、高黎贡山(5128m)为西岳，无量山(3291m)为南岳、玉龙雪山(5596m)为北岳、點蒼山(4122m)为中岳。

至今麗江白沙村北的北岳廟尚存，並是舉行三朵節的重要場地。元世祖忽必烈到麗江時，曾封玉龍雪山爲「大聖雪石北岳安邦景帝」。